# Pain de munition

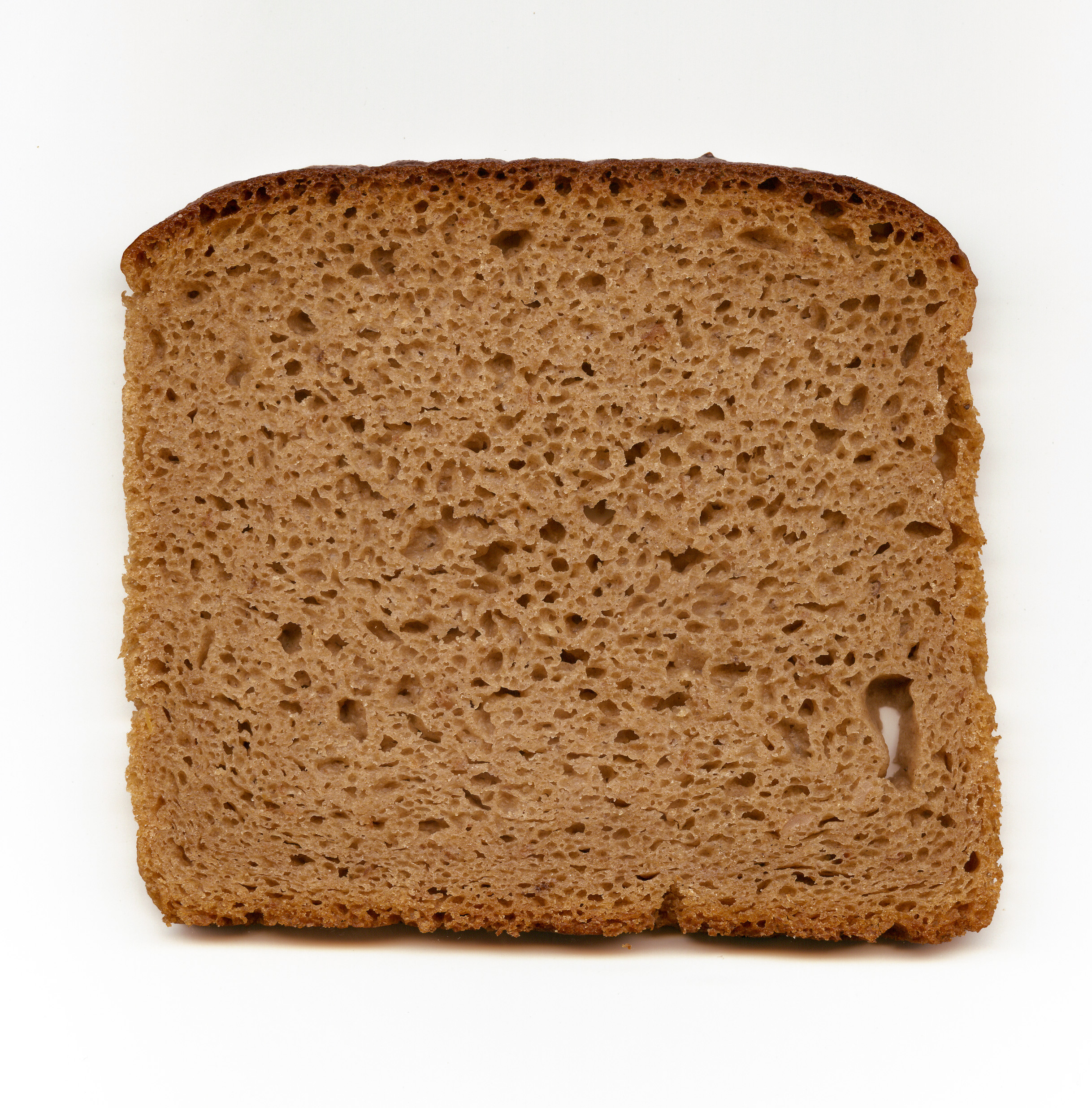
Une tranche de pain de munition allemand.

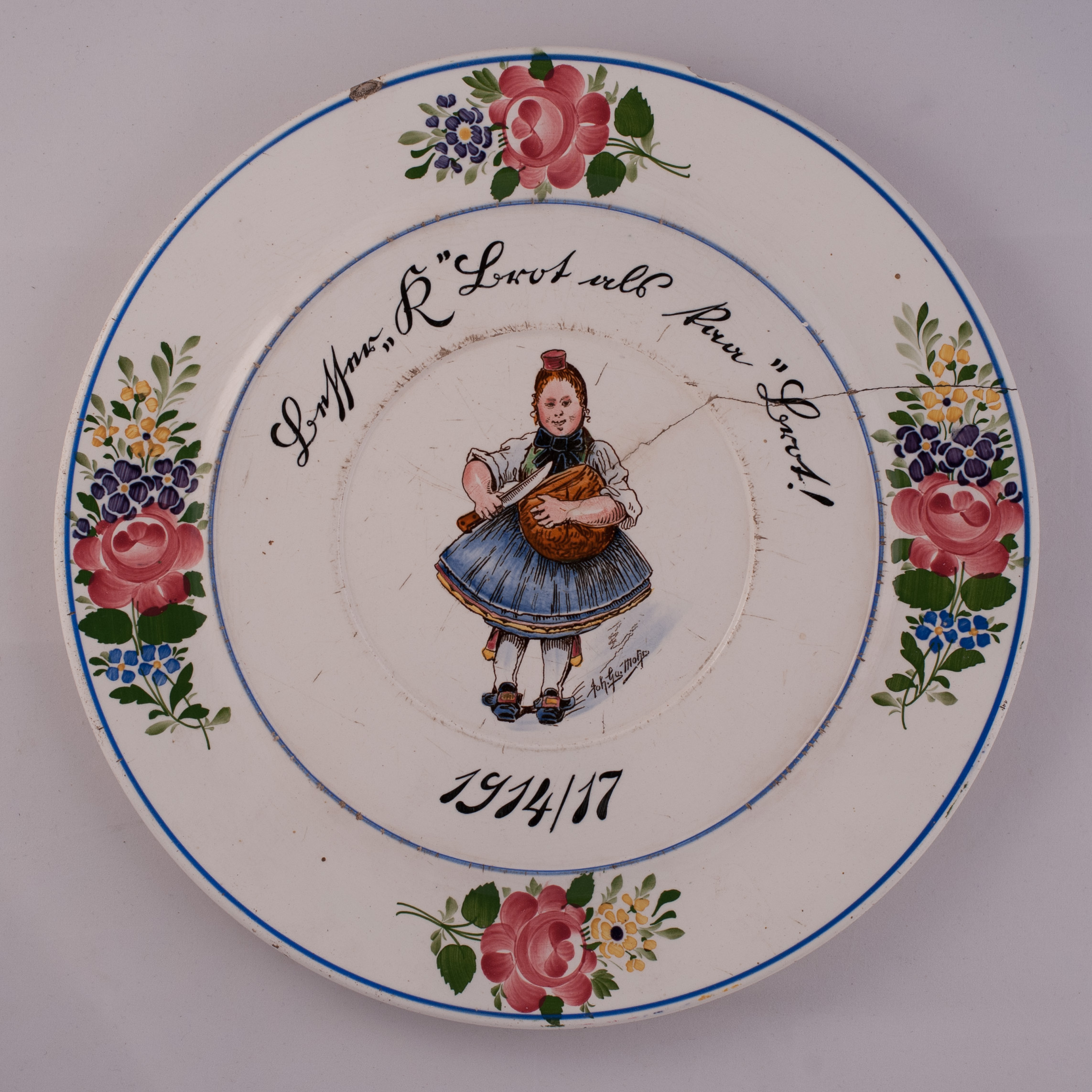
Assiette décorative allemande de la Première Guerre mondiale, portant l'inscription Besser ‚K‘ Brot als kaa Brot! : Mieux vaut du pain de munition (Kommissbrot, ou Kriegsbrot, pain de guerre, abrégé en K Brot) que pas de pain du tout !

Le pain de munition est le pain que mangent les soldats, selon les usages et règlements de leur armée. Longtemps base de l'alimentation des populations, la qualité et la quantité du pain disponible étaient, surtout en cas de conflit, un facteur contribuant à la réussite des missions, au succès des batailles.
Dur, fade et peu digeste, il est moqué des soldats qui le consomment.

## Histoire antique
La distribution de pain aux soldats remonte à l'Antiquité égyptienne.
À l'époque romaine, le panis castrensis est d'abord fabriqué par le soldat lui-même, à partir des céréales qu'on lui donne ; par la suite, il reçoit le pain déjà cuit, mais en petites quantités. Pline l'ancien affirmait que ce pain restait comestible plusieurs siècles.

## XIXesiècle
À la fin du XIXe siècle, le biscuit est particulièrement décrié tant par les équipages que par les amiraux et les politiques. On critique son goût, sa dureté et les douleurs intestinales qu'il inflige (on recommandait alors de ne jamais manger plus de 3 biscuits par jour, sous peine de diarrhée). Lors de débats budgétaires à l'assemblée, le 7 décembre 1891, le député Hervieux déclare : « On distribue annuellement 122 200 quintaux de biscuits. Or, savez-vous combien sur cette quantité on en consomme ? 200 quintaux ! Pas davantage […] et encore les soldats qui mangent ces 200 quintaux sont considérés par leurs camarades comme atteints de boulimie. »
Il déplore une perte de cinq millions de francs de l'époque. À la séance du 7 novembre 1891, le ministre de la Guerre déclarait lui-même que « le biscuit est à mon sens une solution très imparfaite du problème d'alimentation des troupes ».
En temps de paix, où l'approvisionnement était plus facile, les soldats payaient de leur solde du pain ordinaire pour éviter ce fameux biscuit.
Grâce au travail des industriels biscuitiers, on améliora les méthodes afin de rendre ce biscuit plus masticable et plus digeste. Par ordonnance du ministère de la Guerre (1894), on baptisa ce nouveau biscuit « pain de guerre ».

## France
En France, la distribution du pain de munition dépendait en 1574 des munitionnaires généraux, les « généraux des vivres ». La première ordonnance sur le pain de munition date de 1588, et prescrit que chaque fantassin a droit à deux pains de 12 onces par jour ; les cavaliers n'ont droit à ce pain qu'en temps de guerre. Il est appelé « pain de pierre des Turcs » par les soldats.
À partir de 1633, les militaires de toutes les armes en reçoivent mais il ne devient gratuit qu'en 1700. Jusqu'à cette gratuité, il est courant d'effectuer des retenues sur solde pour le paiement du pain, ce qui provoque fréquemment des révoltes dans les garnisons car le pain de munition coute plus cher que celui vendu au marché. D'autres abus existent : privation de pain le 31 du mois, défaut de qualité, et insuffisance de la ration qui provoque les désertions.
La composition du pain varie selon les époques. En 1790, il est fait à 75 % de froment et 25 % de seigle, sans extraction de son. Les 25 % sont peu après[Quoi ?] de seigle ou d'orge blutés, et la ration est de 750 g.
Au XIXe siècle, on ne les fabrique plus qu'avec du froment bluté, 10 % de levain jeune et 30 % d'eau. Par la suite, on enlèvera le levain pour simplifier, mais au détriment de la digestion des troupes.
Pour parer la difficulté de distribuer le pain préparé aux soldats, Napoléon tente d'en revenir au système romain de distribution de blé en nature, mais sans succès, car l'utilisation de moulins portatifs pose le problème insoluble de la suppression du blutage et parce qu'on considère comme immangeable un pain dont on n'aurait pas extrait le son.
En 1852, des soldats des garnisons de Paris et d'autres garnisons importantes sont quotidiennement hospitalisés pour des affections intestinales dues à l'altération du pain de munition. Une commission d'enquête diligentée par le ministre de la Guerre conclut que le pain de munition dégoûte les hommes dans toutes les casernes, car une poussière rougeâtre et fétide en émane. L'origine de l'altération est une « végétation de cryptogames rouges dont les germes se trouvent dans le son et qui tirent leur aliment du pain lui-même ». Le développement de cette moisissure est fonction de l'humidité et de la chaleur, or la température s'était élevée jusqu'à 40 °C dans les baraquements de Paris et, de plus, on recouvrait alors le pain de munition avec du son. Un décret est pris en 1853 et la composition exclut le mélange de seigle ou d'orge au profit du seul blé tendre bluté au taux d'extraction de 20 kg de son pour 100 kg de farine brute.
Le pain de munition comprend alors deux rations de 750 g ; une vérification du poids est effectuée de manière aléatoire et les pains de moins de 1 450 g sont exclus de la distribution. Il doit être de forme ronde avec quatre baisures maximum, bien cuit mais non brulé, de saveur agréable et sans odeur de levain ou de poussière ; il doit être proche par l'aspect et le gout de celui qu'on achète dans le civil, mais on le distribue rassis de 16 à 24 heures.
Outre le pain de munition, les militaires français fabriquent du « pain biscuité » (mi-pain de munition, mi-biscuit de mer), du « pain de soupe » qui doit être payé par le soldat et du « pain d'hôpital », de pur froment et bien cuit, dont la ration de 750 g s'appelle « portion ».

## En Angleterre
Le pain de munition fait 10 onces de moins qu'en France mais, par compensation, la ration de viande est plus élevée.